# Bordj le Bœuf
Bordj le Bœuf ou Bordj Lebœuf (arabe : برج القصيرة), parfois orthographié Borj le Bœuf, est un lieu situé dans le désert du sud de la Tunisie, plus précisément dans le Grand Erg oriental, à quarante kilomètres au sud-ouest de Remada.
L'isolement et les conditions naturelles extrêmes en ont fait un camp de prisonniers politiques tunisiens ouvert durant le protectorat français.

## Histoire
C'est en 1916 qu'est créé le poste saharien de Bir Kecira. Le camp accueille notamment des militants nationalistes tunisiens, son plus célèbre occupant étant Habib Bourguiba qui y est détenu du 3 septembre 1934 au 23 mai 1936, après la création du Néo-Destour le 2 mars 1934.
Le geôlier de Bourguiba à Bordj le Bœuf est le capitaine Camille Mathieu. Affecté au goum saharien stationné à Bordj le Bœuf dès 1919, il en prend le commandement en 1923 pour continuer à y servir jusqu'en 1937.
En 1953, les « éloignés » politiques sont transférés de Bordj le Bœuf à Tataouine.

## Dénomination
Six ans plus tard, il est baptisé Bordj le Bœuf en hommage au lieutenant-colonel Henri Le Bœuf, mort de soif lors d'une opération de bombardement aux confins de la Tripolitaine après que l'avion dans lequel il se trouvait en compagnie du pilote, le sous-lieutenant Joseph Genet de Chatenay, eut connu des avaries suffisamment sérieuses pour les contraindre à l'atterrissage. On retrouve le cadavre du lieutenant-colonel en janvier 1918 et celui du lieutenant un an plus tard, à une dizaine de kilomètres des débris de leur appareil.
En souvenir de la détention du leader nationaliste Bourguiba, Bordj le Bœuf est renommé Bordj Bourguiba à l'occasion de l'indépendance du pays.